# Ivan Konev
Ivan Stepanovici Konev (în rusă Иван Степанович Конев; n. 16/28 decembrie 1897, Q15363601⁠(d), Nikolskij ujezd⁠(d), RSFS Rusă, URSS – d. 21 mai 1973, Moscova, RSFS Rusă, URSS) a fost un comandant militar sovietic, care s-a distins în timpul celui de-al Doilea Război Mondial.

## Tinerețea și începuturile carierei militare și politice
Konev s-a născut într-o familie de țărani din Podosinovski (în prezent în Regiunea Kirov), în Rusia Centrală. A urmat cursurile școlii primare sătești, după care s-a angajat ca lucrător la exploatările de cherestea. A fost recrutat în armata țaristă în august 1916.
La izbucnirea revoluției ruse din 1917 a fost lăsat la vatră. În 1919 a intrat în rândurile Partidului Bolșevic și ale Armatei Roșii, într-o unitate de artilerie. În timpul războiului civil a luptat în rândurile Armatei Roșii în Orientul Îndepărtat Rus. Comandantul său din acele vremuri a fost Climent Voroșilov, un viitor colaborator apropiat al lui Stalin și Comisar al Poporului pentru Apărare. Camaraderia care l-a legat de Voroșilov a fost cheia carierei viitoare a lui Konev.
În 1926, Konev a urmat cursurile Academiei Militare Frunze și după absolvire până în 1931 a deținut diferite funcții militare de importanță crescândă: șeful Districtelor Militare Transbaikal și Caucazul de Nord. În 1938 a fost numit la comanda unui corp de armată. Promovările în acea perioadă erau rapide pentru ofițerii care supraviețuiseră epurărilor staliniste din 1937-1938. Se pesupune că protecția lui Voroșilov a fost cheia supraviețuirii și avansării lui Konev. În 1937, Konev este ales deputat al Sovietului Suprem al URSS și în 1939 membru supleant al CC al PCUS.

## Participarea la al doilea război mondial
Când Germania Nazistă a declanșat atacul împotriva Uniunii Sovietice în iunie 1941, Konev a preluat comanda Armatei a XIX-a din regiunea Vitebsk, în fruntea căreia a participat la o serie de lupte de  apărare, retrăgându-se mai întâi la Smolensk, iar  mai apoi în apropierea Moscovei. A fost comandantul Frontului Kalinin din octombrie 1941 până în august 1942, jucând un rol de primă importanță în luptele din jurul capitalei și în contraofensiva sovietică din iarna 1941-1942. Pentru succesele în luptele din jurul Moscovei a fost avansat la gradul de general-colonel.
Konev a ocupat funcții importante de comanda pentru tot restul războiului: comandant al Fronturilor de Vest (până în februarie 1943), de Nord-Vest (februarie-iulie 1943) și a celui Ucrainean – redenumit Frontul I Ucrainean (iulie 1943 – mai 1945). Cât timp s-a aflat la comanda Frontului Ucrainean a participat la Bătălia de la Kursk, ocupându-se de coordonarea flancului sudic al contra-ofensivei sovietice.
După victoria de la Kursk, trupele comandate de Konev au eliberat orașele Belgorod, Odessa, Harkov și Kiev și au înaintat spre frontierele României. Pentru realizările sale din această perioadă, Konev a fost avansat la gradul de Mareșal al Uniunii Sovietice în februarie 1944.
În timpul anului 1944, armatele lui Konev au înaintat prin luptă din Ucraina și Belarus în Polonia și mai târziu în Cehoslovacia. În iulie, armatele lui Konev atinsesră aliniamentul râului Vistula în Polonia Centrală și mareșalul a fost răsplătit cu titlul de Erou al Uniunii Sovietice. În septembrie 1944, forțele de sub comanda sa, redenumite Frontul al IV-lea Ucrainean, au intrat în Slovacia, participând alături de partizanii locali la alungarea ocupantului german.
În ianuarie 1945, Konev, alături de Gheorghi Jukov, au comandat forțele sovietice care au participat la masiva ofensivă de iarnă din vestul Poloniei, împingându-i de pe aliniamentul râului Vistula pe cel al râului Oder. În Polonia de sud, forțele lui Konev au eliberat Cracovia. În aprilie, forțele sovietice de sub comanda lui Konev și a lui Jukov au forțat Oderul și au atacat pe direcția Berlinului. Forțelele lui Konev au reușit să intre primele în Berlin, dar Stalin i-a oferit lui Jukov onoarea de a cuceri Reichstagul și a înălța steagul sovietic peste Berlin. Konev a primit ordinul să-și îndrepte armatele spre sud-vest, unde a făcut joncțiunea cu Armata Statelor Unite la Torgau și a participat la înfrângerea unităților fanatice ale SS-ului la finalul insurecției din Praga, intrând în oraș ca eliberator.

## Perioada postbelică
După război, Konev a fost numit comandant al forțelor sovietice de ocupație din Germania Răsăriteană și Înalt Comisar Aliat pentru Austria. În 1946 este numit comandantul forțelor terestre sovietice și prim-adjunct al Ministrului Apărării al Uniunii Sovietice, în locul lui Jukov. A fost menținut în această funcție până în 1950, când a fost numit la comanda Districtului Militar Carpatic. Acest transfer a fost în mod clar o regresie pentru Konev și există speculații conform cărora a fost vorba de o politică deliberată a  lui Stalin de îndepărtare a comandanților militari populari din al doilea război militar și plasarea lor în funcții modeste, de teamă ca aceștia să nu-i amenințe poziția de lider absolut.
După moartea lui Stalin (1953), Konev a revenit în prim-planul vieții politice și militare  sovietice. El a devenit aliat al noului lider sovietic, Nikita Hrușciov, fiind însărcinat cu arestarea șefului poliției secrete staliniste, Lavrenti Beria, in 1953. A fost numit din nou prim-adjunct al Ministrului Apărării și comandant al forțelor terestre, funcții îndeplinte până în 1956, când a devenit Comandant Suprem al Forțelor Armate ale Pactului de la Varșovia. La scurtă vreme de la numirea sa, Konev a condus brutala înăbușire în sânge a revoluției maghiare anticomuniste. A rămas la comanda Trupelor Pactului de la Varșovia până în 1960, când a fost trecut în rezervă. În perioada 1961 – 1962 a fost reactivat la comanda forțelor sovietice din Germania Răsăriteană. După anul 1962 a fost numit într-o funcție onorifică de Inspector-general al Ministerului Apărării. 
Konev a rămas unul dintre cei mai admirați comandanți militari ai Armatei Roșii până la moartea sa din 1973. A fost căsătorit de două ori, iar fiica sa Natalia a ocupat funcția de decan al Departamentului de Lingvistică și Literatură a Universității Militare Ruse.

## Decorații
- Medalia „A XXV-a Aniversare a Eliberării Patriei” (22 august 1969) „pentru participarea la războiul de eliberare a României de sub jugul fascist și contribuția la dezvoltarea prieteniei frățești româno-sovietice, cu prilejul celei de-a XXV-a aniversări a eliberării României de sub jugul fascist”[9]

## Moștenire
- Monumentul mareșalului Konev din Praga